# Pelea sarnia
Pelea sarnia, dawniej także: antylopa sarnia (Pelea capreolus) – gatunek ssaka z podrodziny antylop (Antilopinae) w obrębie rodziny wołowatych (Bovidae), jedyny przedstawiciel rodzaju Pelea.

## Zasięg występowania
Pelea sarnia występuje w Afryce Południowej – na terenie RPA, Eswatini i Lesotho

## Morfologia
Antylopa długości do 130 cm i ogona do 30 cm, wysokość w kłębie do 80 cm. Samce posiadają proste rogi do 30 cm długości.
Posiada miękką sierść o ubarwieniu brązowoszarym, od spodu przechodzącym w biały.

## Ekologia
Żyje w małych grupkach na zarośniętych stokach gór, niekiedy schodzi do dolin. Odżywia się roślinami.